# Gathorne Hardy
Gathorne Gathorne-Hardy, 1. hrabě z Cranbrooku (příjmení Gathorne-Hardy od roku 1878) (Gathorne Gathorne-Hardy, 1st Earl of Cranbrook, 1st Viscount Cranbrook, 1st Baron Medway) (1. října 1814, Bradford, Anglie – 30. října 1906, Hemsted Park, Anglie) byl britský státník, významný představitel Konzervativní strany 19. století. Patřil k přátelům a dlouholetým spolupracovníkům Benjamina Disraeliho, v konzervativních vládách zastával funkce ministra vnitra (1867-1868), ministra války (1874-1878) a ministra pro Indii (1878-1880). Politickou kariéru završil jako prezident Tajné rady (1886-1892), mezitím s titulem vikomta vstoupil do Horní sněmovny (1878), nakonec byl povýšen na hraběte (1886).

## Politická kariéra

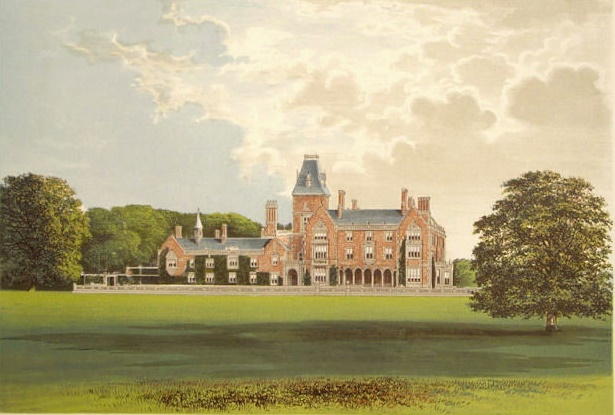
Zámek Hemsted Park (Kent), sídlo hrabat z Cranbrooku

Pocházel z bohaté podnikatelské rodiny, byl mladším synem Johna Hardyho (1773-1855), majitele železáren v Bradfordu. Vystudoval v Oxfordu a od mládí působil jako úspěšný právník. Do Dolní sněmovny kandidoval poprvé neúspěšně v roce 1847, poté byl poslancem v letech 1856-1878. Na půdě parlamentu brzy vynikl jako řečník Konzervativní strany a již v letech 1858-1859 zastával nižší funkce státního podsekretáře vnitra. V Derbyho vládě byl prezidentem chudinského úřadu (President of the Poor Law Board) (1866-1867) a státním sekretářem vnitra (1867-1868), od roku 1866 byl též členem Tajné rady. Jako ministr vnitra předložil volební zákon z roku 1867, který významně rozšířil volební právo. V letech 1868-1874 byl v opozici a v případě Disraeliho nepřítomnosti byl vůdčí osobností konzervativců v parlamentu. Do vlády se znovu vrátil s Disraelim a v jeho kabinetu byl ministrem války (1874-1878). V této funkci se zasloužil o vypracování prvního mobilizačního plánu pro Spojené království.
V roce 1878 získal titul vikomta a vstoupil do Sněmovny lordů, téhož roku přijal příjmení po matce a začal užívat jméno Gathorne-Hardy. V rekonstruované Disraeliho vládě po odchodu 15. hraběte z Derby přešel do funkce ministra pro Indii (1878-1880), v níž musel řešit druhou britsko-afghánskou válku a obnovení britského vlivu v Afghánistánu. Poté byl šest let v opozici, do vlády se vrátil v Salisburyho kabinetu krátce znovu v úřadu ministra války (1886), poté byl v letech 1886-1892 lordem prezidentem Tajné rady (1886-1892). Kvůli neznalosti jazyků odmítl nabídku na post ministra zahraničí, nepřijal ani nabízenou funkci místokrále v Irsku. V roce 1892 byl povýšen na hraběte a o tři roky později odešel do soukromí.

## Rodina
V roce 1857 koupil sídlo Hemsted Park (Kent), které nechal zbořit a následně vystavět nový zámek v novorenesančním stylu. Zámek dnes slouží jako internátní škola. Nachází se poblíž města Cranbrook, od jehož názvu byl odvozen peerský titul.
S manželkou Jane Orr (†1897) měl pět dětí. Dědicem titulů byl nejstarší syn John Gathorne-Hardy, 2. hrabě z Cranbrooku (1839-1911), který byl před vstupem do Sněmovny lordů dvacet let poslancem Dolní sněmovny. Druhý syn Charles Gathorne-Hardy (1841-1919) sloužil v armádě a dosáhl hodnosti plukovníka, třetí syn Alfred Gathorne-Hardy (1845-1918) byl poslancem Dolní sněmovny. Dcera Margaret (1858-1943) byla manželkou 2. vikomta Goschena, guvernéra v Madrasu. Současným představitelem rodu je Gathorne Gathorne-Hardy, 5. hrabě z Cranbrooku (*1933), jeho syn John Jason Gathorne-Hardy jako dědic užívá titul lorda Medwaye.
Jeho starší bratr Sir John Hardy (1809-1888) byl též dlouholetým poslancem a v roce 1876 získal titul baroneta. Jeho sídlem byl zámek Dunstall Hall (Staffordshire).